# Hip Hop Kemp
Hip Hop Kemp is een hiphopfestival in de stad Hradec Králové, Tsjechië. Het is een van de grootste hiphopfestivals in Europa.
Het driedaagse festival vindt plaats op een voormalige militair terrein en lokt jaarlijks zo'n 20.000 bezoekers. Het festival heeft meerdere podia, waarvan op de Main Stage grote Engelstalige rappers en hiphopgroepen staan. Lokale groepen staan vroeger op de dag geprogrammeerd. Op kleinere podia - vaak in een hangar voor vliegtuigen - zijn er lokale en internationale dj's en de eerder onbekende hiphop- en rapgroepen. Er worden ook nevengenres gespeeld zoals grime, dubstep, dancehall, reggae en clubmuziek. Ook de Belgische deejay LeFtO en Nederlandse jazzrapgroep Pete Philly & Perquisite stonden al op de affiche. Er is verder ook een podium waar breakdance-battles gehouden worden. De laatste editie ging in 2019 door, er werd op de site en via de sociale media een nieuwe editie voor 2022 aangekondigd. Deze editie werd intussen afgelast.

## Geschiedenis
Het festival werd voor het eerst georganiseerd in 2002 in de Tsjechische stad Pardubice. Al snel bleek de noodzaak naar een groter terrein en het festival verhuisde in 2004 naar Hradec Králové aan het zilvermeer (Strbrny Rybnik). Een jaar later verhuisde het opnieuw, naar het militair domein in dezelfde stad. Gezien de ligging nabij de Poolse grens krijgt het festival vele Poolse en Duitse bezoekers, evenals acts uit die landen. De festivalslogan luidt: "Festival with Atmosphere", een verwijzing naar de vier elementen van de hiphop (zie: hiphop). Op de officiële website valt de grap te lezen dat het festival plaatsvindt in Czech Rapublic in plaats van Czech Republic (Tsjechië).

## Nevenactiviteiten

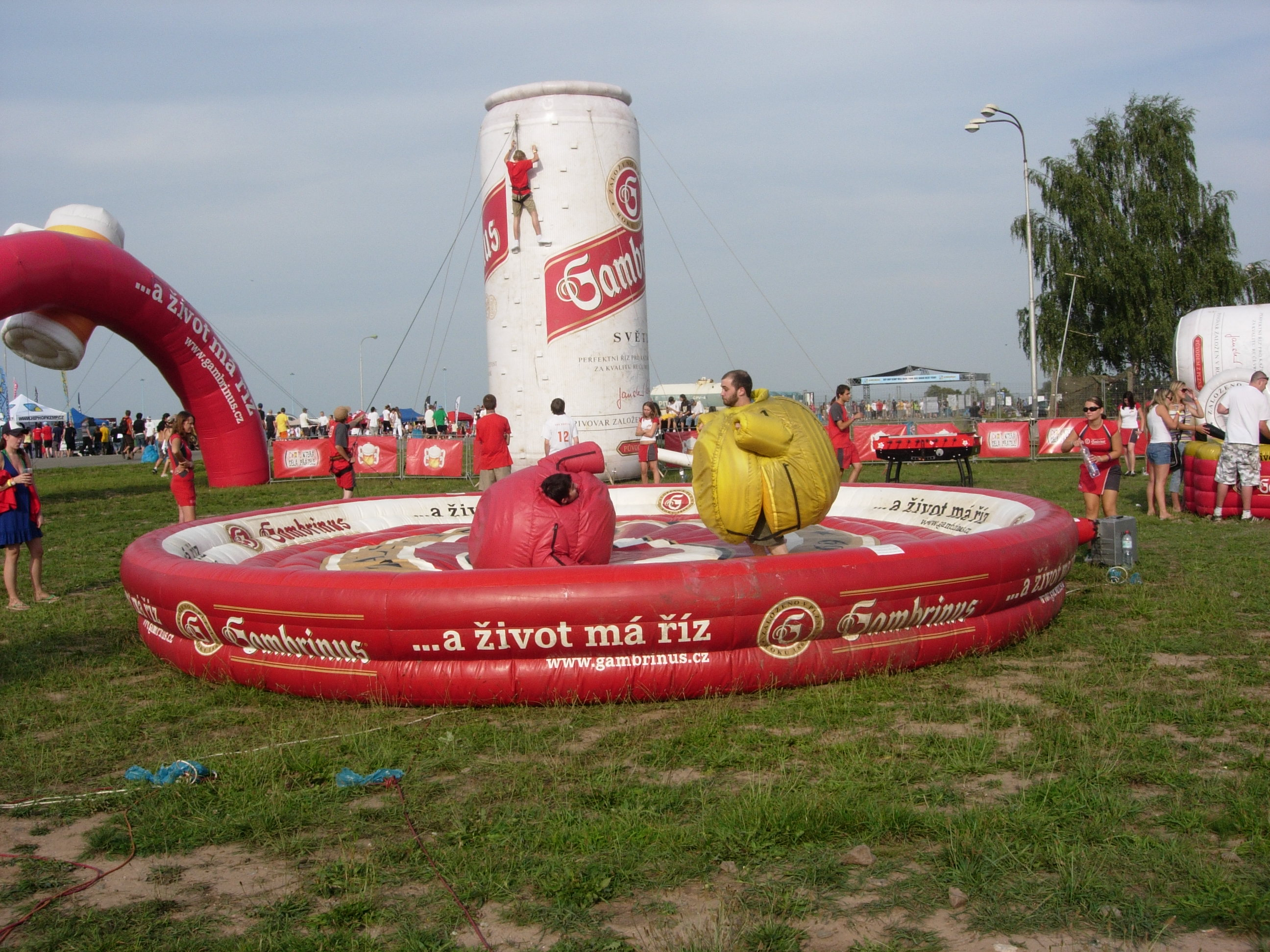
Nevenactiviteiten

Op het festival bevinden zich nevenactiviteiten zoals graffiti, karting, skaten, basketbal, paintball en ook eerder vreemde activiteiten zoals waterpolo, bungeejumpen of ballonvaren waren er in het verleden mogelijk.

## Edities

### 16–18 augustus 2002
Openluchtzwembad Cihelna in Pardubice

Artiesten: Phi-Life Cypher, Millennium Metaphors, Task Force, Chester P, Az Ido Urai, Five Deez, Wee Bee Foolish, Coltche
Bezoekersaantal: 3.500

### 15–17 augustus 2003
Openluchtzwembad Cihelna in Pardubice

Artiesten: Mr. Lif, DJ Vadim, K-Otix, Looptroop Rockers, Phi-Life Cypher, The Perceptionists, Akrobatik, First Rate, Yarah Bravo, Russian Percussion, Die Coolen Säue (DCS), Waxolutionists, Breez Evahflowi], IQ, Bow Wave
Bezoekersaantal: 8.000

### 13–15 augustus 2004
Zilvermeer (Strbrny Rybnik) in Hradec Králové

Artiesten: DJ Vadim, Taskforce, Dendemann, Torch & Toni-L, Demigodz, Blade, Wildchild van Lootpack, Killa Kela, Promoe van Looptroop Rockers, 7L & Esoteric, Louis Logic, Yarah Bravo
Bezoekersaantal: 13.000

### 19–21 augustus 2005
Festivalpark Airport (Letiste) in Hradec Králové

Artiesten: Masta Ace, Inspectah Deck, The Last Emperor, Mod The Black Marvel, Foreign Beggars, 45 Scientific, Zombi Squad, DJ Vadim & One Self, Static & Nat Ill, Skinny Man, Dendemann, Blumentopf, Texta, Total Chaos, Lordz Of Fitness, Long Lost Relative (DJ Werd), Waxolutionists, DJ Mirko Machine, Lenny, Genda, Galla (RAG), Da Germ, Zombie Squad, Shlomo, Wordsworth, Sepalot, Sprinta
Bezoekersaantal: 16.000

### 18–20 augustus 2006
Festivalpark Airport (Letiste) in Hradec Králové

Artiesten: Non Phixion, One Self, DJ A-Trak, Cali Agents (Planet Asia & Rasco), M.E.D., DJ Krush, Stieber Twins, Curse, Pyranja, Surowa Wersja, R.A. the Rugged Man, Afu-Ra, Luut & Tütli, Rooftop Clique, Marc Hype & Jim Dunloop, DJ Vadim, One Self, Sway & Pyrelli, DJ Tigerstyle, Klashnekoff, DJ Maxxx & Der Schöne Ralf, Hocus Pocus, C2C, Hörspielcrew
Bezoekersaantal: 20.000

### 24–26 augustus 2007
Festivalpark Airport (Letiste) in Hradec Králové

Artiesten: Bahamadia, Black Milk, Boy Better Know, CunninLynguists, Dave Ghetto, Dendemann, Der Schöne Ralf, Dilated Peoples, DJ Logan Sama & M.O.V.E.M.E.N.T., DJ Maxxx, DJ Revolution, DJ Vadim's Soundcatcher Tour, DNK Movement, eMC, Faith SFX, Frazer, Heltah Skeltah, L.Man, Likwit Junkies, M.O.P., Mystic & Hezekiah, Non Plus Ultra, Redman, Stig Of The Dump + Dr. Syntax + DJ Blufoot, Swollen Members, TTR Allstars, Warszafski Deszcz
Bezoekersaantal: 18.000

### 22–24 augustus 2008
Festivalpark Airport (Letiste) in Hradec Králové

Artiesten: 2cztery7 + Flexxip & Emil Blef, Aka + Sean John, Ans, Army Of The Pharaohs, Atmosphere + Brother Ali, B-ski, Ba2s, Bpm, Chipmunk, Coki, DJ Jack, DJ LeFtO, DJ Logan Sama, DJ Mk, DJ Sticky Dojah, DJ Swordz, DJ Tuco, Dtonate, Durrty Goodz, eMC, Frontrapperkonferenz, Gulos Potrok, Haitian Star A.k.a. Torch, Huss & Hodn, IdeaFatte, Illuzionists (maztah – Chocolatic – Opia), Kano, Kenny Muhammad The Human Orchestra, Kontrafakt, Kool Savas, Kristee, Leeroy (ex-saïan Supa Crew), Lodeck W. Gen.rc, Looptroop Rockers, LÚzer, Machine Funck, Majors, Mental Cut, Mioki Crew (DJ Coma – DJ Dough & DJ Sleek), Miretz & Es-ha, Moja Rec, Mr.Lif & Akrobatik, Nato, Navigators, O.S.T.R., Olli Banjo, Pete Philly & Perquisite, Pharoahe Monch, Pio Squad, PSH, SedlÁci, Side 9000, Snowgoons Soundsystem Ft. Sicknature, Stig Of The Dump, Strapo, Tafrob, The Dynamics, The Roots, Tpwc (sokol & Pono), Turntable Jazz Live, U.n.i.t.y. B-girl Stage, Vec, Wax Tailor, Zion I, Zverina
Bezoekersaantal: 18.000

### 20–22 augustus 2009
Festivalpark Airport (Letiste) in Hradec Králové

Artiesten: 3rd Party, Adam Tensta, Amewu, B.O.B., Big Left, Bishop Lamont, Black Milk, Blady Kris, Blak Twang, Blu & Exile, Camp Lo, Casper, Cymarshall Law, Devin The Dude, DJ DBefekt, DJ Spinhandz, DJ Werd, El Da Sensei, F.R., Fallacy, Favorite, Herr Von Grau, Huss N Hodn, Ill Bill, INDY & WICH, J-Live, Jim Dunloop, John Robinson, K.I.Z., Killa Kela, King Orgasmus, Kollegah, Kontrafakt, La Coka Nostra, Lady Daisey, Lady Sovereign, Marc Hype, Method Man, Moja ReČ, Mr Bang On, Numer Raz, Pih, Pio Squad, Planet Asia, Prinz Pi, Qwazaar, Reef The Lost Cauze, Reks, Sages Poetes De La Rue, Sicknature, Slaine, Snowgoons, Soul Theory, Strapo, Tede, Termanology, TeTris, The Returners, Torae, U-N-I, Vec + Zverina, Vladimir 518, Warszafski Deszcz
Bezoekersaantal: 15.000

### 19–21 augustus 2010
Festivalpark Airport (Letiste) in Hradec Králové

Artiesten: Beat Torrent, Block McCloud, Boot Camp Clik, Breakestra, Casper, Chali 2na, Cold Steel – Phat Kat & Elzhi, DJ Scientist, Fashawn & Exile, Foreign Beggars, Grime Allstars, H16, Indy & Wich + La4, Jack Flash, K-Boogie, Kontrafakt, La Melodia, Large Professor, Malpa, Marc Hype, Masta Ace & Edo G, Necro, Peto Tázok & Karaoke Tundra, Pezet & Malolat, Pio Squad, Prago Union, PSH, Q-Tip, Rap History Berlin, Roots Manuva, Sabac Red, Samy Deluxe, Sat l’artificier, Snowgoons, The Returners & Ghettosocks, Woody Madera
Bezoekersaantal: 15.000

### 18–20 augustus 2011
Festivalpark Airport (Letiste) in Hradec Králové

Artiesten: 3oda Kru, Arsonists, Baby Boogaloo, Beat Torrent, Black Milk, Dikke Vandalen, DJ Maztah, DJ Spinhandz, DJ Static, DJ Vadim, Donato, Don Guralesko, Sedge Warbler, Eklips, Eldo, Funkverteidiger, Gramo Rokkaz, Grubson, Guilty Simpson, H16, Herr von Grau, Hocus Pocus, Homeboy Sandman, Huss & Hodn, Ill Bill, K.I.Z., Kontrafakt, Logos Apili, Looptroop Rockers, Manzele, Method Man, M.O.P., Mr.Lif, Mystro, OFWGKTA (Odd Future Wolf Gang Kill Them All), Oliver Lowe, Pac Div, Parias, Pelson, Phi-Life Cypher, Pio Squad, PMD, Prago Union, PSH, Pugs Atomz, Random Axe, Rap History Berlin, R.A. The Rugged Man, Redman, Sabira Jade, Sean Price, Sean Strange, Sicknature, Snowgoons, Strapo, Suff Daddy, Tafrob, The Electric, The Cool Kids, Tony Touch, Vinnie Paz, Wildchild, Wlodi, Yarah Bravo
Bezoekersaantal: 25.000

### 16–18 augustus 2012
Festivalpark Airport (Letiste) in Hradec Králové

Artiesten: Beat Junkies, Boy Wonder, Clementino, Dam-Funk, Danny Brown, Diamond D, Dilated Peoples, DJ Babu, DJ Fatte, DJ Melo-D, DJ Mr. Len, DJ Rhettmatic, DJ Spinhandz, Dope D.O.D., Dope One, Efthymis, Ektor, Elzhi, Favorite, Foreign Beggars, Freddie Gibbs, Gramo Rokkaz, H16, Haem, Idea, J-Rocc, Jay Diesel, Jean Grae, Killakikitt, Kochan, Koolade Beats Rocky, Macklemore, Madlib, Majk Spirit, Małpa, Marsimoto, Marysia Starosta, Maylay Sparks, MC Gey, Moja Rec, Mos Def, Oh No, Oliver Lowe, O.S.T.R., Oyoshe, Paulie Garand, Peedi Crakk, Prop Dylan, Rest, Ryan Lewis, Sicknature, Snowgoons, Sodoma Gomora, Sokol, Soulkast, Strapo, Tabasko, Tafrob, Taktloss, Tempa T, The Doppelgangaz, Ty Nikdy, Virtuoso, Zorak
Bezoekersaantal: 18.000

### 22–24 augustus 2013
Festivalpark Airport (Letiste) in Hradec Králové

Artiesten: Amewu, Android Asteroid, Apollo Brown, Baauer, Big Daddy Kane, Big Narstie, Bisz, B.O.K. Liveband, Boyband, Burney MC, Champion Sound Liveband, Delirium Tremenz, De La Soul, Die Orsons, DJ Dubplates, DJ Mike Steez, DJ T-Robb, DJ Werd, DJ Wich, Ektor, El-P, Esa, Fashawn, Gavlyn, Gruby Brzuch, Guilty Simpson, H16, Herr von Grau, Hezekiah, Hiob & Morlockk Dilemma, Homeboy Sandman, Hulk Hodn, James Cole, Jukebox Champions, JWP, Kato Band, Kendrick Lamar, Komplot, Kontrafakt, Lords Of The Underground, M-Phazes & Illy, Megaloh, Mioush, Moja Rec, Murse, Oddisee, Organized Threat, Pervers, Poetic Death, Prago Union, Professor Groove, Pyranja, R.A. the Rugged Man, Retrogott, Rodney P, Shabazz Palaces, Shystie, Skitz, Souls Of Mischief, Stalley, Static, Te-Tris, The Disablists, Trzeci Wymiar, Umse, Vec, Vladimir 518, WeFunk DJs, W.E.N.A., Yarah Bravo
Bezoekersaantal: 20.000

### 21–23 augustus 2014
Festivalpark Airport (Letiste) in Hradec Králové

Artiesten: CeeLo Green, KRS-One, Onyx, Dilated Peoples, Bizzare Ride 2 The Pharcyde, Black Moon, Black Milk, Action Bronson, Madchild, Dillon Cooper, Snak The Ripper czy Ras Kass,O.S.T.R. & Marco Polo, Ten Typ Mes, Rasmentalism, Pokahontaz & Buka & Grubson, Eripe & Quebonafide, Kękę, Sztigar Bonko, The Modulators, Junior Stress
Bezoekersaantal: Geen gegevens

### 20–22 augustus 2015
Artiesten: Ghostface Killah, Mobb Deep, Joey Badass, Evidence, Hopsin, Dope D.O.D., Yelawolf, PRhyme, Royce da 5’9”, DJ Premier, Gang Starr Foundation, Jeru the Damaja, Big Shug, Bisz /B.O.K., VNM, Włodi & DJ B, DonGuralesko & Szpadyskład, Ortega Cartel & Gruby Mielzky, Dwa Sławy, Pro8l3m, Quebonafide, Spinache, Kuba Knap, Zetenwupe, Małe Miasta, Rau, Leh, Stasiak
Bezoekersaantal: Geen gegevens

### 18–20 augustus 2016
Redman, Machine Gun Kelly, Pete Rock & CL Smooth, Onyx, A-F-R-O, Anderson .Paak, Mick Jenkins, Masta Ace, Boot Camp Clik, Looptroop Rockers, The Underachievers, Jigmastas, Raz Fresco, Asher Roth, Jay Prince van Planet Asia, Kaliber 44, Tede en DJ Buhh, Kękę en Paluch, JWP/Bez Cenzury, Małpa, Rasmentalism, Wuzet, Otsochodzi, Oxon en Revo, Eskaubei & Tomek Nowak Jazz Quartet, Co Cie Trapy x Mordor Muzik, Adi Nowak
Bezoekersaantal: Geen gegevens

### 17–18 augustus 2017
Festivalpark Airport (Letiste) in Hradec Králové

Artiesten: Common, Jedi Mind Tricks, D.I.T.C., Kool G Rap, Mos Def, Oddisee & Good Company, Apollo Brown & Skyzoo, Main Source, Alltta, Little Simz, Rah Digga, Edgar Wasser, Nosliw, Mädness & Döll, Slowy & 12Vince, Waxolutionists, Tice, Marz, Sonne Ra, T9, Lethal Bizzle, Rejjie Snow, The Mouse Outfit, Little Simz, Jeremy Ellis, Alltta, Prop Dylan, Kontrafakt, Vladimír 518, Pro8l3m
Bezoekersaantal: 25.000

### 23–26 augustus 2018
Artiesten: Chief Keef, Joyner Lucas, Suicideboys, Bahamadia, Bill $aber, Devin The Dude, Evidence, Hilltop Hoods, Illa J, Young M.A., Joyner Lucas, CunninLynguists, Def3, Children Of Zeus, Bonson, El Da Sensei, Eric Biddines, Fashawn, Gedz, GrubSon, GZA/Genius, Hilltop Hoods, HipoCentrum, Hopsin, Ill Camille, iLLvibe, Immortal Technique, Jarecki, Jeru the Damaja, JWP/BC, KęKę, KOBiK, Kontrafakt, KPSN, LaikIke1, Like, Majk Spirit, M-Dot, Myer Clarity, Nine, Noah Slee, Paluch, A.G. van D.I.T.C., Patokalipsa, Rakeem Miles, Rosalie, RSXGLD, Sa-Roc, Snowgoons, Soulpete, Strong Arm Steady, Szpaku, The Beatnuts, The Black Opera, Wck, Wiki, Żabson, Zipera
Bezoekersaantal: Geen gegevens

### 15–17 augustus 2019
Artiesten: Pharoahe Monch, Tech N9ne, Apollo Brown, Audio Push, Awon & Phoniks, Blu & Exile, Boy Wonder, Brother Ali, Clear Soul Forces, CRIMEAPPLE, Da Flyy Hooligan, DJ Fatte, DJ Herby, DMS, Döll, Dope D.O.D., Dwa Sławy, Earthgang, Figub Brazlevic, Fosco Alma, Freddie Gibbs, FREEWILL, Galv, antideutsche, Hocus Pocus, Idea, Illa Ghee, Ivy Sole, Joda, Kobito, Kontrafakt, Kwam.E, Marco Polo, Masego, Masta Ace, MC Gey, Mielzky, Mix Master Mike, Pio Squad, Prago Union, Prezident Lourajder, Psycho Rhyme, Quelle Chris, Redzed, Refew, Renne Dang, Rest, Retrogott, Sarius, Sharlota, Słoń, Smack, Smif-N-Wessun, Sodoma Gomora, TEDE, The Alchemist, Tice, Too Many T's, Ultrazvuk, Włodi, YBN Nahmir, Yugen Blakrok
Bezoekersaantal: Geen gegevens

### Augustus 2020
Afgelast wegens de coronapandemie

### Augustus 2021
Afgelast wegens de coronapandemie

### 18-20 augustus 2022
Eerst aangekondigd maar alsnog afgelast

### 17-19 augustus 2023
Aangkondigd, nog geen line-up